# سامانه دسترسی آزاد به اطلاعات
سامانه دسترسی آزاد به اطلاعات سایتی اینترنتی است که دولت ایران به منظور استفاده تمامی شهروندان برای دسترسی آزادانه به اطلاعات نهادهای دولتی ایجاد کرده‌است.
توسط این سامانه اشخاص حقیقی و حقوقی می‌توانند درخواست کنند که اطلاعات به خصوصِ یک نهاد دولتی منتشر شود؛ پس از آن اطلاعات درخواستی در این سامانه برای عموم منتشر خواهد شد، مگر آن که آن اطلاعات، حریم خصوصی افراد را نقض کند.
نه‌تنها نهادهای وابسته به دولت بلکه نهادهای انقلابی، نیروهای مسلح، قوای قضاییه و مقننه و مؤسسات شرکت‌ها، سازمان‌ها، نهادهای وابسته به آن‌ها و بنیادها و مؤسساتی که زیر نظر رهبری اداره می‌شوند و همچنین هر مؤسسه، شرکت یا نهادی که تمام یا بیش از ۵۰ درصد سهام آن متعلق به بخشی از حکومت است، نیز باید اطلاعاتشان را منتشر کنند. موسسات خصوصی ارائه‌دهنده خدمات عمومی، مانند بانک‌ها هم شامل این قانون می‌شوند.
به گفته یک مقام دولتی این سایت به‌طور آزمایشی راه‌اندازی شده و دسترسی به آن به زودی به‌طور رسمی از طرف وزیر فرهنگ و ارشاد اسلامی در اختیار عموم گذاشته خواهد شد.

## نحوه درخواست و پیگیری آن
بر اساس ماده (۸) آیین‌نامهٔ اجرایی قانون انتشار و دسترسی آزاد به اطلاعات هر شخص حقیقی یا حقوقی ایرانی می‌تواند درخواست خود برای دسترسی به اطلاعات را به صورت برخط از طریق درگاه الکترونیک حقیقی با ثبت‌نام در سامانه به آدرس https://iranfoia.ir/web/guest/home و ایجاد حساب کاربری، پیشخوان دولت الکترونیک، پست یا مراجعهٔ حضوری به واحد اطلاع‌رسانی مؤسسهٔ درخواست‌شونده، تسلیم کند.
کاربران درخواست خود را از طریق یک فرم که به تصویب کمیسیون انتشار و دسترسی آزاد به اطلاعات رسیده‌است، تکمیل و ارسال می‌کند. دستگاه‌ها ۱۰ روز مهلت دارند اطلاعات مورد نظر شهروندان را ارائه بدهند و در صورتی که این زمان به تأخیر بیفتد، شهروندان در همین سامانه، می‌توانند شکایت خود را ثبت کنند تا از طریق کمیسیون انتشار و دسترسی آزاد به اطلاعات پیگیری شود.

## پیشینه قانونی
قانون دسترسی آزاد به اطلاعات، به منظور شفافیت در کار نهادهای حکومتی و امکان نظارت شهروندان و رسانه‌ها، در سال ۱۳۸۷ در مجلس تصویب و در سال ۱۳۸۸ برای اجرایی شدن به محمود احمدی‌نژاد، رئیس‌جمهور وقت، ابلاغ شد. اما تدوین آیین‌نامه اجرایی و ابلاغ آن تا سال ۱۳۹۴ طول کشید.
براساس این قانون هر فرد ایرانی می‌تواند به همه اطلاعات طبقه‌بندی نشده دسترسی داشته باشد.
زمینه اجرایی این قانون پس از تصویب در دولت به در کمیسیونی به ریاست وزیر فرهنگ و ارشاد اسلامی سپرده شده‌است. آیین‌نامه اجرایی فوق روی وب سایت روزنامه رسمی قابل دسترسی است. کمیسیون تشکیل شده بر حسن اجرای این قانون نظارت می‌کند و با رفع اختلافات در صدد ایجاد وحدت رویه برای اجرایی شدن این قانون است.
حسن روحانی در جلسه هیئت دولت گفت دسترسی آزاد به اطلاعات جزو حقوق شهروندی، از لوازم مردم‌سالاری و مانع فساد و شایعه است. او همچنین گفت: مردم در یک نظام مردمسالار باید بتوانند از عملکرد همه امور دستگاه‌های دولتی که از بیت‌المال استفاده می‌کنند، مطلع شوند. ضمن اینکه این دسترسی آزاد به اطلاعات، جزو حقوق شهروندی و یک روش مبارزه با فساد است.
متن کامل قانون انتشار و دسترسی آزاد به اطلاعات در قالب PDF از وب‌سایت وزارت فرهنگ و ارشاد اسلامی قابل دریافت است.
با مراجعه به سایت وزارت فرهنگ و ارشاد اسلامی مطلع شدم اخیراً محتوای مطالب مندرج در درگاه مربوط به کمیسیون قانون انتشار و دسترسی آزاد به اطلاعات برداشته شده‌است.

## اطلاعات قابل انتشار
- آمار رسمی
- آیین‌نامه‌ها و ضوابط، اطلاعات قراردادها
- آیین‌نامه‌های مشارکت اشخاص در اجرای اختیارات سازمان
- ساز و کارهای شکایت شهروندان از تصمیمات و اقدامات
- اهداف، وظایف، سیاست‌ها و خط مشی و ساختار
- اختیارات و وظایف مأموران ارشد دستگاه
- اسناد و مکاتبات اداری
- روش‌ها و مراحل ارائه خدمات سیستم به جامعه
- انواع اطلاعات نگهداری شده و آیین‌نامه دسترسی به آنها